# Impatiens annulifer
Impatiens annulifer är en balsaminväxtart som beskrevs av Joseph Dalton Hooker. Impatiens annulifer ingår i släktet balsaminer, och familjen balsaminväxter. Inga underarter finns listade i Catalogue of Life.